# 레이철 블레이클리
레이철 블레이클리(영어: Rachel Blakely, 1968년 7월 28일 ~ )는 오스트레일리아의 배우, 모델이다.
보르네오섬에서 태어났다.

## 영화
- 나니아 연대기: 새벽 출정호의 항해 (2010년) - 가엘의 엄마 역
- 포세이돈 (2002년)
- 울트라 스파이 맥스 (2000년)
- 잃어버린 세계 (1999년)
- 잃어버린 세계 (1999년)
- 베스파 (1999년)
- 99 잃어버린 세계 (1997년)
- 성룡의 나이스 가이 (1997년)